# Paradise Valley (Arizona)
Paradise Valley – miasto w Stanach Zjednoczonych, w stanie Arizona, w hrabstwie Maricopa.